# Europameisterschaften im Vielseitigkeitsreiten 2013
| Europameisterschaften 2013 | Europameisterschaften 2013           |
| -------------------------- | ------------------------------------ |
| Sportart:                  | Vielseitigkeitsreiten                |
| Austragungsort:            | Ribersborgsstranden, Malmö, Schweden |
| Teilnehmer:                | 61                                   |

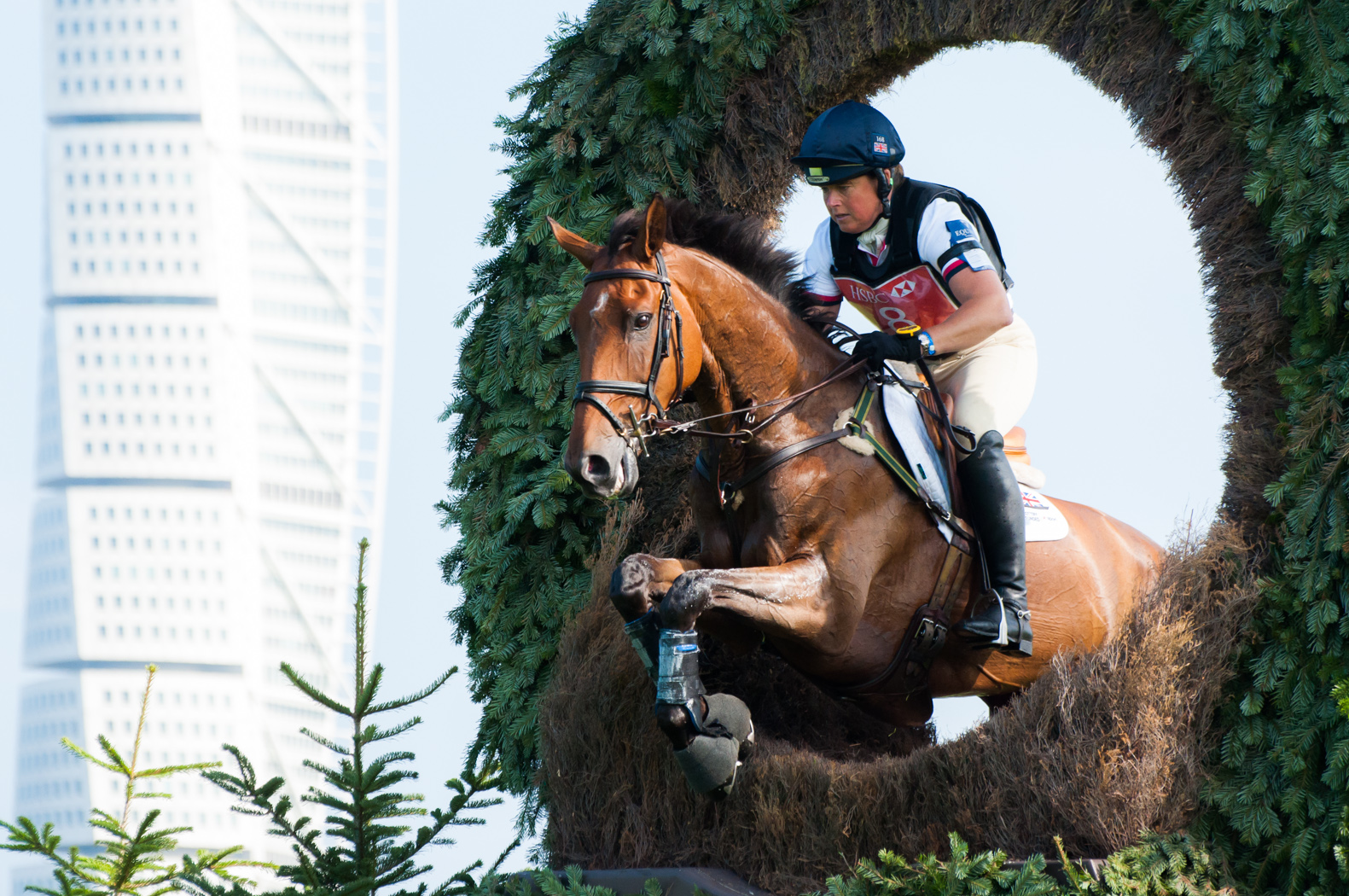
Pippa Funnell und Mirage d'Elle bei den Europameisterschaften 2013

Die Europameisterschaften im Vielseitigkeitsreiten 2013 fanden vom 29. August bis 1. September 2013 in der südschwedischen Stadt Malmö statt.
In Malmö wurden die 31. Europameisterschaften im Vielseitigkeitsreiten durchgeführt. Die ersten Europameisterschaften wurden 60 Jahre zuvor im britischen Badminton ausgetragen.

## Organisation

### Vorbereitung
Im Februar 2011 gab die FEI bekannt, dass die Europameisterschaften der Vielseitigkeitsreiter 2013 nach Malmö vergeben wurden. Dort wird jährlich die Malmö City Horse Show, eine internationale 3*-Vielseitigkeits-Kurzprüfung (CIC 3*) ausgetragen, im Rahmen dieser Veranstaltung fand zudem zweimal das Weltcupfinale Vielseitigkeit statt. Die Europameisterschaften fanden erstmals in Schweden statt.

### Durchführung, Austragungsort, Medien
Hauptsponsor der Europameisterschaften in Malmö war die britische Großbank HSBC. Malmö war hierbei die letzte Großveranstaltung aus dem Sponsoringvertrag zwischen HSBC und der FEI, der Ende des Jahres auslief.
Austragungsort der Veranstaltung war Ribersborgsstranden, das Strandgebiet des Malmöer Stadtteils Ribersborg. Die Dressur- und die Springprüfung fanden auf zwei Sandplätzen im Bereich der Uferstraße (Limhamnsvägen) statt. Die Geländestrecke wurde auf den Grünbereich zwischen Uferstraße und Strand aufgebaut.
Vor den Europameisterschaften rückte das Thema Tierschutz in das Rampenlicht: Das schwedische Tierschutzrecht gilt als eines der strengsten weltweit und geht damit über die Regelungen der FEI hinaus. So besagt das dortige Tierschutzgesetz, dass Pferde, welche in irgendeiner Form behandelt werden, generell nicht an Wettkämpfen teilnehmen dürfen. Diese Reglungen hätten zur Folge gehabt, dass zum Beispiel Vielseitigkeitspferden, die über ihren Schweiß große Mengen Elektrolyte ausscheiden, keine Elektrolyte zugeführt werden dürften. Auch die im Pferdesport verbreitete Akupunktur wäre verboten gewesen. Um diese Problematik zu klären, setzten sich das Präsidium des schwedischen Landwirtschaftsministeriums und die FEI zusammen, um Kompromisse zu finden. Die FEI stellte zunächst wichtiger Pferdesportveranstaltungen, die in den Folgejahren in Schweden stattfinden sollen (Pony-Europameisterschaften 2015, Weltcupfinale Dressur/Springen 2016), unter Vorbehalt.
Im deutschen Fernsehen zeigte das ZDF am Samstag und Sonntag jeweils eine halbstündige Übertragung der Veranstaltung. Die FEI übertrug das Turnier kostenpflichtig auf ihrer Internetseite.

## Wettbewerbe

### Allgemeines
Traditionell gibt es bei den Europameisterschaften zwei Wertungen: die Mannschafts- und die Einzelwertung. Beide Wertungen werden in den gleichen Prüfungen ermittelt, Mannschaftsreiter zählen ebenso für die Einzelwertung. Seit 2005 wird die Europameisterschaft als Langprüfung nach neuem Format – Dressur, Gelände, Springen – auf CCI 3*-Niveau ausgetragen.
In Malmö gingen zehn Mannschaften sowie weitere Einzelreiter an den Start, das Teilnehmerfeld umfasste damit 61 Reiter. Die teilnehmenden Nationen durften jeweils vier Mannschaftsreiter und zwei Einzelreiter mit jeweils einem Pferd zu den Europameisterschaften entsenden. Als gastgebende Nation durfte Schweden sechs Einzelreiter neben den Teamreitern an den Start bringen.

### Zeitplan
Das sportliche Programm der Europameisterschaften startete am Donnerstag (29. August) mit dem ersten Teil der Dressurprüfung. Diese wurde am Freitag fortgesetzt.
Die zweite Teilprüfung war die Geländestrecke, Kernstück der Vielseitigkeit. Diese wird am Samstag durchgeführt. Am Sonntag stand die letzte Teilprüfung, die Springprüfung, auf dem Programm. Nach dieser standen die neuen Europameister fest. Die Prüfungen dauerten jeweils vom Vormittag bis zum Nachmittag.

## Ergebnisse

### Zwischenergebnis nach der Dressur
Einzelwertung:
| Rang | Reiter                 | Pferd          | Minuspunkte (Prozent) |
| ---- | ---------------------- | -------------- | --------------------- |
| 1    | Michael Jung           | Halunke FBW    | 28,60 (80,93 %)       |
| 2    | William Fox-Pitt       | Chilli Morning | 36,60 (75,60 %)       |
| 3    | Ludwig Svennerstål     | Shamwari       | 37,60 (74,93 %)       |
| 4    | Ingrid Klimke          | FRH Escada     | 39,40 (73,73 %)       |
| 5    | Peter Thomsen          | Cayenne        | 40,60 (72,93 %)       |
| 5    | Sara Algotsson-Ostholt | Reality        | 40,60 (72,93 %)       |

Mannschaftswertung:
|   | Mannschaft     | Reiter                 | Pferd            | Minuspunkte |
| - | -------------- | ---------------------- | ---------------- | ----------- |
| 1 | Deutschland    | Michael Jung           | Halunke FBW      | 28,60       |
| 1 | Deutschland    | Ingrid Klimke          | FRH Escada       | 39,40       |
| 1 | Deutschland    | Dirk Schrade           | Hop and Skip     | 44,20       |
| 1 | Deutschland    | Andreas Dibowski       | FRH Butts Avedon | (48,00)     |
| 1 | Deutschland    | 112,20                 |                  |             |
| 2 | Schweden       | Ludwig Svennerstål     | Shamwari         | 37,60       |
| 2 | Schweden       | Sara Algotsson-Ostholt | Reality          | 40,60       |
| 2 | Schweden       | Niklas Lindbäck        | Mister Pooh      | 42,00       |
| 2 | Schweden       | Frida Andersén         | Herta            | (46,00)     |
| 2 | Schweden       | 120,20                 |                  |             |
| 3 | Großbritannien | William Fox-Pitt       | Chilli Morning   | 36,60       |
| 3 | Großbritannien | Kristina Cook          | Miners Frolic    | 43,40       |
| 3 | Großbritannien | Lucy Wiegersma         | Simon Porloe     | 45,20       |
| 3 | Großbritannien | Pippa Funnell          | Mirage d'Elle    | (47,60)     |
| 3 | Großbritannien | 125,20                 |                  |             |

### Zwischenergebnis nach dem Gelände
Die deutschen Mannschaftsreiter blieben im Gelände ohne Fehler und sicherten damit die Führung in Zwischenklassement. Auch die schwedische Equipe zeigte eine sehr gute Leistung und hielt ihren zweiten Rang. Die Mannschaft Großbritanniens wurde durch das Ausscheiden von Lucy Wiegersma geschwächt und rutschte nach 40 Minuspunkten von Pippa Funnell auf den sechsten Platz ab.
Einzelwertung:
| Rang | Reiter                 | Pferd          | Minuspunkte | Minuspunkte | Minuspunkte      |
| Rang | Reiter                 | Pferd          | Dressur     | Gelände     | Zwischenergebnis |
| ---- | ---------------------- | -------------- | ----------- | ----------- | ---------------- |
| 1    | Michael Jung           | Halunke FBW    | 28,60       | 0,00        | 28,60            |
| 2    | William Fox-Pitt       | Chilli Morning | 36,60       | 0,00        | 36,60            |
| 3    | Ludwig Svennerstål     | Shamwari       | 37,60       | 0,40        | 38,00            |
| 4    | Ingrid Klimke          | FRH Escada     | 39,40       | 0,00        | 39,40            |
| 5    | Sara Algotsson-Ostholt | Reality        | 40,60       | 0,00        | 40,60            |

Mannschaftswertung:
| Rang | Mannschaft  | Reiter                 | Pferd             | Minuspunkte | Minuspunkte | Minuspunkte      |
| Rang | Mannschaft  | Reiter                 | Pferd             | Dressur     | Gelände     | Zwischenergebnis |
| ---- | ----------- | ---------------------- | ----------------- | ----------- | ----------- | ---------------- |
| 1    | Deutschland | Michael Jung           | Halunke FBW       | 28,60       | 0,00        | 28,60            |
| 1    | Deutschland | Ingrid Klimke          | FRH Escada        | 39,40       | 0,00        | 39,40            |
| 1    | Deutschland | Dirk Schrade           | Hop and Skip      | 44,20       | 0,00        | 44,20            |
| 1    | Deutschland | Andreas Dibowski       | FRH Butts Avedon  | 48,00       | 0,00        | (48,00)          |
| 1    | Deutschland |                        |                   | 112,20      |             |                  |
| 2    | Schweden    | Ludwig Svennerstål     | Shamwari          | 37,60       | 0,40        | 38,00            |
| 2    | Schweden    | Sara Algotsson-Ostholt | Reality           | 40,60       | 0,00        | 40,60            |
| 2    | Schweden    | Niklas Lindbäck        | Mister Pooh       | 42,00       | 0,00        | 42,00            |
| 2    | Schweden    | Frida Andersén         | Herta             | 46,00       | 0,00        | (46,00)          |
| 2    | Schweden    |                        |                   | 120,60      |             |                  |
| 3    | Frankreich  | Nicolas Touzaint       | Lesbos            | 40,80       | 1,20        | 42,00            |
| 3    | Frankreich  | Astier Nicolas         | Piaf de b'Neville | 46,00       | 0,00        | 46,00            |
| 3    | Frankreich  | Donatien Schauly       | Séculaire         | 47,40       | 0,00        | 47,40            |
| 3    | Frankreich  | Karim Florent Laghouag | Punch de l'Esques | 55,60       | 1,60        | (57,20)          |
| 3    | Frankreich  |                        |                   | 135,40      |             |                  |

### Endergebnis

#### Einzelwertung
| Rang | Reiter              | Pferd                   | Minuspunkte | Minuspunkte | Minuspunkte | Minuspunkte |
| Rang | Reiter              | Pferd                   | Dressur     | Gelände     | Springen    | Endergebnis |
| ---- | ------------------- | ----------------------- | ----------- | ----------- | ----------- | ----------- |
| 1    | Michael Jung        | Halunke FBW             | 28,60       | 0,00        | 4,00        | 32,60       |
| 2    | Ingrid Klimke       | FRH Escada              | 39,40       | 0,00        | 0,00        | 39,40       |
| 3    | William Fox-Pitt    | Chilli Morning          | 36,60       | 0,00        | 4,00        | 40,60       |
| 4    | Niklas Lindbäck     | Mister Pooh             | 42,00       | 0,00        | 0,00        | 42,00       |
| 5    | Peter Thomsen       | Cayenne                 | 40,60       | 2,00        | 0,00        | 42,60       |
| 6    | Dirk Schrade        | Hop and Skip            | 44,20       | 0,00        | 0,00        | 44,20       |
| 7    | Tim Lips            | Keyflow                 | 41,00       | 3,20        | 0,00        | 44,20       |
| 8    | Vittoria Panizzon   | Borough Pennyz          | 44,40       | 0,00        | 0,00        | 44,40       |
| 9    | Frida Andersén      | Herta                   | 46,00       | 0,00        | 0,00        | 46,00       |
| 10   | Ludwig Swennerstål  | Shamwari                | 37,60       | 0,40        | 8,00        | 46,00       |
|      | …                   |                         |             |             |             |             |
| 16   | Andreas Dibowski    | FRH Butts Avedon        | 48,00       | 0,00        | 4,00        | 52,00       |
| 17   | Eveline Bodenmüller | Jiva de la Brasserie CH | 49,00       | 3,20        | 0,00        | 52,20       |
| 18   | Benjamin Winter     | Ispo                    | 48,20       | 2,00        | 4,00        | 54,20       |
|      | …                   |                         |             |             |             |             |
| 43   | Sébastien Poirier   | Tarango de Lully CH     | 58,60       | 34,80       | 8,00        | 101,40      |
|      | …                   |                         |             |             |             |             |
| 46   | Jasmin Gambirasio   | Thats It                | 59,60       | 42,40       | 12,00       | 114,00      |
|      | …                   |                         |             |             |             |             |
| –    | Felix Vogg          | Onfire                  | 43,00       | AUFG        |             |             |

#### Mannschaftswertung
| Rang | Mannschaft     | Reiter                 | Pferd                   | Minuspunkte | Minuspunkte | Minuspunkte | Minuspunkte |
| Rang | Mannschaft     | Reiter                 | Pferd                   | Dressur     | Gelände     | Springen    | Endergebnis |
| ---- | -------------- | ---------------------- | ----------------------- | ----------- | ----------- | ----------- | ----------- |
| 1    | Deutschland    | Michael Jung           | Halunke FBW             | 28,60       | 0,00        | 4,00        | 32,60       |
| 1    | Deutschland    | Ingrid Klimke          | FRH Escada              | 39,40       | 0,00        | 0,00        | 39,40       |
| 1    | Deutschland    | Dirk Schrade           | Hop and Skip            | 44,20       | 0,00        | 0,00        | 44,20       |
| 1    | Deutschland    | Andreas Dibowski       | FRH Butts Avedon        | 48,00       | 0,00        | 4,00        | (52,00)     |
| 1    | Deutschland    |                        |                         |             | 116,20      |             |             |
| 2    | Schweden       | Ludwig Svennerstål     | Shamwari                | 37,60       | 0,40        | 8,00        | 46,00       |
| 2    | Schweden       | Sara Algotsson-Ostholt | Reality                 | 40,60       | 0,00        | 8,00        | (48,60)     |
| 2    | Schweden       | Niklas Lindbäck        | Mister Pooh             | 42,00       | 0,00        | 0,00        | 42,00       |
| 2    | Schweden       | Frida Andersén         | Herta                   | 46,00       | 0,00        | 0,00        | 46,00       |
| 2    | Schweden       |                        |                         |             | 134,00      |             |             |
| 3    | Frankreich     | Nicolas Touzaint       | Lesbos                  | 40,80       | 1,20        | 5,00        | 47,00       |
| 3    | Frankreich     | Astier Nicolas         | Piaf de b'Neville       | 46,00       | 0,00        | 12,00       | (58,00)     |
| 3    | Frankreich     | Donatien Schauly       | Séculaire               | 47,40       | 0,00        | 0,00        | 47,40       |
| 3    | Frankreich     | Karim Florent Laghouag | Punch de l'Esques       | 55,60       | 1,60        | 0,00        | 57,20       |
| 3    | Frankreich     |                        |                         |             | 151,60      |             |             |
| 4    | Italien        | Vittoria Panizzon      | Borough Pennyz          | 44,40       | 0,00        | 0,00        | 44,40       |
| 4    | Italien        | Giovanni Ugolotti      | Stilo Kontika           | 52,60       | 5,60        | 0,00        | 58,20       |
| 4    | Italien        | Luisa Palli            | Lalia della Nave        | 52,40       | 0,00        | 12,00       | 64,40       |
| 4    | Italien        | Stefano Fioravanti     | Nodin d'Orval           | 44,80       | 92,80       | 3,00        | (140,60)    |
| 4    | Italien        |                        |                         |             | 167,00      |             |             |
| 5    | Belgien        | Lara de Liedekerke     | Ducati van den Overdam  | 47,40       | 2,40        | 5,00        | 54,80       |
| 5    | Belgien        | Joris Van Springel     | Lully des Aulnes        | 52,80       | 0,00        | 4,00        | 56,80       |
| 5    | Belgien        | Lisa Sabbe             | GQ (Prince of Rides)    | 57,60       | 2,00        | 8,00        | 67,60       |
| 5    | Belgien        | Xavier Snackers        | Ramses de Hurtebise     | 50,20       | AUFG        |             | (1000,00)   |
| 5    | Belgien        |                        |                         |             | 179,20      |             |             |
| 6    | Großbritannien | William Fox-Pitt       | Chilli Morning          | 36,60       | 0,00        | 4,00        | 40,60       |
| 6    | Großbritannien | Kristina Cook          | Miners Frolic           | 43,40       | 0,00        | 4,00        | 47,40       |
| 6    | Großbritannien | Pippa Funnell          | Mirage d'Elle           | 47,60       | 40,00       | 5,00        | 92,60       |
| 6    | Großbritannien | Lucy Wiegersma         | Simon Porloe            | 45,20       | AUSG        |             | (1000,00)   |
| 6    | Großbritannien |                        |                         |             | 180,60      |             |             |
| 7    | Irland         | Irland                 | Irland                  | Irland      | Irland      | Irland      | 234,40      |
| 8    | Schweiz        | Eveline Bodenmüller    | Jiva de la Brasserie CH | 49,00       | 3,20        | 0,00        | 52,20       |
| 8    | Schweiz        | Sébastien Poirier      | Tarango de Lully CH     | 58,60       | 34,80       | 8,00        | 101,40      |
| 8    | Schweiz        | Jasmin Gambirasio      | Thats It                | 59,60       | 42,40       | 12,00       | 114,00      |
| 8    | Schweiz        | Felix Vogg             | Onfire                  | 43,00       | AUFG        |             | (1000,00)   |
| 8    | Schweiz        |                        |                         |             | 267,60      |             |             |
| 9    | Niederlande    | Niederlande            | Niederlande             | Niederlande | Niederlande | Niederlande | 1.120,00    |
| 10   | Belarus        | Belarus                | Belarus                 | Belarus     | Belarus     | Belarus     | 2.106,60    |

Anmerkung: Teilnehmer, die ausgeschieden sind oder aufgegeben haben, werden in der Mannschaftswertung jeweils mit 1000 Minuspunkten gewertet.